# Morgan Kane
Morgan Kane is een personage gecreëerd door de Noorse westernschrijver Kjell Hallbing, onder het pseudoniem Louis Masterson.
Louis Masterson schreef in totaal 83 boeken over Kane, waarvan alleen al in Noorwegen circa 11 miljoen exemplaren werden verkocht.

## Boeken
Enkel de eerste 41 boeken werden vanuit het Noors vertaald naar het Engels. Dit zijn:
1. Without Mercy
2. The Claw of the Dragon
3. The Star and the Gun
4. Backed by the Law
5. A Ranger’s Honor
6. Marshal and Murderer
7. Pistolero
8. The Monster from Yuma
9. The Devil's Marshal
10. Gunman's Inheritance
11. Revenge
12. Storm over Sonora
13. The Law of the Jungle
14. No Tears for Morgan Kane
15. Between Life and Death
16. Return to Action
17. Rio Grande
18. Bravado
19. The Gallows Express
20. Ransom
21. The Butcher from Guerrero
22. Killing for the Law
23. Duel in Tombstone
24. To the Death, Senor Kane!
25. Hell Below Zero
26. Coyoteros
27. The Day of Death
28. Bloody Earth
29. New Orleans Gamble
30. Apache Breakout
31. Blood and Gold
32. Southern Showdown
33. Bell of Death
34. The Demon from Nicaragua
35. Revenging Angels
36. The Vultures of Sierra Madre
37. Dead Man's Shadow
38. El Gringo
39. El Gringo’s Revenge
40. Harder Than Steel
41. Killer Kane